# Селекционная
Селекцио́нная — село в Шелопугинском районе Забайкальского края России. Входит в состав сельского поселения «Шивиинское». 

## География
Село находится в северо-западной части района на расстоянии примерно 23 км (по прямой) к северо-западу от села Шелопугино, административного центра района. 

### Климат
Климат характеризуется как резко континентальный, с продолжительной морозной малоснежной зимой и коротким тёплым летом. Средняя многолетняя температура самого холодного месяца (января) составляет −33,6 °С (абсолютный минимум — −59 °С), температура самого тёплого (июля) — 17,7 °С (абсолютный максимум — 36 °С). Безморозный период длится в течение 74 дней. Среднегодовое количество осадков — 359 мм.

## История
Село основано в 1933 году как государственный опытный участок для выведения новых сортов сельскохозяйственных растений.  

## Население
| 2010 | 2021 |
| ---- | ---- |
| 83   | ↘63  |

### Национальный состав
Согласно результатам переписи 2002 года, в национальной структуре населения русские составляли 97 % из 100 чел.